# Buenoa pallipes
Buenoa pallipes är en insektsart som först beskrevs av Fabricius 1802.  Buenoa pallipes ingår i släktet Buenoa och familjen ryggsimmare. Inga underarter finns listade i Catalogue of Life.